# Strambino
Strambino is een gemeente in de Italiaanse provincie Turijn (regio Piëmont) en telt 6132 inwoners (31-12-2004). De oppervlakte bedraagt 22,7 km², de bevolkingsdichtheid is 270 inwoners per km².

## Demografie
Strambino telt ongeveer 2627 huishoudens. Het aantal inwoners daalde in de periode 1991-2001 met 0,1% volgens cijfers uit de tienjaarlijkse volkstellingen van ISTAT.
| Jaar | Inwoneraantal |
| ---- | ------------- |
| 1991 | 6041          |
| 2001 | 6035          |

## Geografie
Strambino grenst aan de volgende gemeenten: Ivrea, Romano Canavese, Caravino, Vestignè, Mercenasco, Vische, Candia Canavese.
1. ↑  https://demo.istat.it/?l=it.